# Johann Baptist Alzog
Johann Baptist Alzog (Oława, 1808 – Friburgo in Brisgovia, 1878) è stato un teologo tedesco.

## Opere
- Handbuch der Universal-Kirchengeschichte
- Oratio Apologetica
- Die deutschen Plenarien im 15. und zu Anfang des 16. Jahrhunderts
- Reisebüchlein des Conrad Burger